# Jordi Fulla
Jordi Fulla   (Igualada i Igualada, 1967 - Igualada, 16 d'abril de 2019) va ser un artista igualadí.
Va formar-se a l'Escola Eina de Barcelona. La seva llarga trajectòria d'exposicions a l'Estat espanyol i a galeries i institucions estrangeres el va portar a Tòquio, Colònia, Berlín, Frankfurt, Chicago, Miami, París, Amsterdam, Milà i Lisboa entre d'altres.
El 2011, va exposar ‘Sixteen thousand days on the roof’, i després va treballar en la proposta itinerant ‘Llindars en el punt immòbil del món que gira’ (2015-2019). En el moment de la seva mort tenia una exposició oberta al Museu Can Framis de Barcelona i una altra a l'espai Cal Pal de La Cortinada, Andorra.